# Sara Ruddick
Sara Ruddick (nombre de nacimiento, Sara Elizabeth Loop; 17 de febrero de 1935 – 20 de marzo de 2011) fue una filósofa feminista estadounidense, autora del libro Maternal Thinking: Toward a Politics of Peace.

## Biografía
Ruddick fua al Vassar College en 1957 y se licenció en la Universidad de Harvard en 1964. Dio clases de filosofía y estudio de la mujer en la New School of Social Research durante cuarenta años. Fue distinguida con el premio de Distinguished Woman Philosopher of the Year por la Society for Women in Philosophy en 2002. Un panel celebrando su trabajo se llevó a cabo en el encuentro de la American Philosophical Association en San Diego en 2012. Participó en el proyecto de historia oral, Feminist Philosophers: In Their Own Words, que proporciona entrevistas con importantes filósofas feministas involucradas en el Movimiento de Mujeres durante las décadas de los 60 y 70.

## Investigación y publicaciones
Ruddick es conocida por los análisis de las prácticas de pensamiento que emergen del cuidado de los niños. Ella argumentó que la maternidad es una actividad consciente que requiere elecciones, decisiones diarias y una reflexión continua y alerta.  Lisa Baraitser describe su contribución: "Junto a Adrienne Rich, Ruddick fue probablemente la pensadora filosófica más importante para abordar el tema de la maternidad y la maternidad desde la segunda ola del feminismo, y en un espíritu similar al de Grace Paley, para extender su análisis de la maternidad bajo el patriarcado al desarrollo de los valores necesarios para oponerse al militarismo y la guerra."